# Амерички систем мера
Амерички систем мера (енгл. United States customary units), систем традиционалних мерних јединица које се легално користе у САД. Веома је сличан британском систему мера, са одређеним разликама.

## Мерне јединице

### За дужину
Основна јединица за дужину је јард (енгл. yard), који је дефинисан у односу на метар. Према закону из 1866, амерички јард једнак је 3600/3937 m = 914,40183 mm, што је за око 3 милионита дела више од законске метарске вредности британског јарда. Делови и множине јарда су:
| Назив            | Енглески           | Дефиниција  | У метарском систему |
| ---------------- | ------------------ | ----------- | ------------------- |
| јард             | yard               | стандард    | 0,91440183 m        |
| стопа            | foot               | 1/3 јарда   | 0,3048 m            |
| инч              | inch               | 1/12 стопе  | 25,4 mm             |
| федом            | fathom             | 2 јарда     | 1,8288 m            |
| поул/род/перч    | pole/rod/perch     | 5,5 јарди   | 5,0292 m            |
| чејн             | chain              | 22 јарда    | 20.1168 m           |
| ферлонг          | furlong            | 220 јарди   | 201.168 m           |
| миља             | statute mile       | 1.760 јарди | 1.609,347 m         |
| лига             | league             | 3 миље      | 4.828,032 m         |
| морска миља/чвор | nautical mile/knot | 6.080 стопа | 1.852 m             |

### За површину
Основна јединица за површину је квадратни јард (енгл. square yard), а његови најважнији делови и множине су квадратни инч, квадратна стопа, квадратни поул, род или перч и ејкр (енгл. acre of land).
| Назив           | Енглески     | Дефиниција           | У метарском систему |
| --------------- | ------------ | -------------------- | ------------------- |
| квадратни јард  | square yard  |                      | 0,8361 m2           |
| квадратна стопа | square foot  |                      | 0,0929 m2           |
| квадратни инч   | square inch  |                      | 0.0006452 m2        |
| квадратни поул  | square pole  |                      | 25,2929 m2          |
| eјкр            | acre of land | 160 квадратних поула | 4.046, 84 m2        |

### За запремину
Основна јединица за запремину је кубни јард  (енгл. cubic yard). Његови најважнији делови и множине су: кубна стопа, кубни инч, ејкр-стопа (енгл. acre foot) = 1 ејкр x 1 стопа. Највећа разлика између америчког и британског система постоји у јединицама за запремину. Амерички галон (или само галон) употребљава се једино за мерење течности: он је знатно мањи од британског, свега 231 кубни инч = 3,78533 l . За мерење сувих ствари користи се винчестерски или амерички бушел (или само бушел)  = 2.150,42 кубна инча = 35,242 l.
| Назив            | Енглески     | Дефиниција          | У метарском систему |
| ---------------- | ------------ | ------------------- | ------------------- |
| регистарска тона | register ton | 100 кубних стопа    | 2,8317 m3           |
| океанска тона    | freight ton  | 40 кубних стопа     | 1,1327 m3           |
| пинта            | pint         |                     | 0,4732 l            |
| галон            | gallon       | 231 кубни инч       | 3,78533 l           |
| бушел            | bushel       | 2.150,42 кубна инча | 35,242 l            |
| барел            | barrel       |                     | 119,2405 l          |
| барел нафте      | oil barrel   | 4/3 барела          | 158,9873 l          |

### За масу
Основна јединица за масу је фунта (енгл. pound, lb, avoirdupois pound). По закону из 1866, вредност фунте износи 453,592428 грама, дакле исто колико и законска вредност британске фунте (стварна, измерена вредност ове фунте била је 1947. за око 2 десетомилионита дела мања). Унца у систему Avoirdupois има 437,5 грејна, док се у остала два система, Troy (за мерење племенитих метала) и апотекарском, дели као и у Великој Британији на 480 грејна.
| Назив               | Енглески            | Дефиниција   | У метарском систему |
| ------------------- | ------------------- | ------------ | ------------------- |
| фунта               | pound (lb)          | стандард     | 453,5924 g          |
| грејн               | grain (gr)          | 1/7000 фунте | 64,799 mg           |
| драм                | dram (dr)           | 1/256 фунте  | 1,7718 g            |
| унца                | ounce (oz)          | 1/16 фунте   | 28,3495 g           |
| хандредвејт         | hundredweight (cwt) | 8 стоуна     | 50,8024 kg          |
| кратка/бродска тона | short ton           | 2.000 фунти  | 907,1849 kg         |
| дугачка тона        | long ton            | 20 cwt       | 1.016,047 kg        |
| трој фунта          | troy pound          | 5.760 грејна | 373,2418 g          |
| пенивејт            | pennyweight         | 24 грејна    | 1,5552 g            |
| трој унца           | troy ounce          |              | 31,10348 g          |